# Campeonato de Fútbol Playa 2021 (Argentina)
El Campeonato de Fútbol Playa 2021 fue la sexta temporada y el séptimo torneo de Fútbol Playa argentino.
El certamen fue sorteado el 23 de marzo, mientras que tuvo su apertura el 28 del mismo mes.
El torneo consagró campeón por primera vez a Buenos Aires City, tras vencer en los penales a Acassuso en la final.

## Equipos participantes
| Club               | Barrio / Localidad | Distrito                  |
| ------------------ | ------------------ | ------------------------- |
| Acassuso           | Boulogne Sur Mer   | Provincia de Buenos Aires |
| Argentino          | Rosario            | Provincia de Santa Fe     |
| Barracas Central   | Barracas           | Buenos Aires              |
| Buenos Aires City  | Villa Urquiza      | Buenos Aires              |
| Canning            | Canning            | Provincia de Buenos Aires |
| Ferro Carril Oeste | Caballito          | Buenos Aires              |
| Huracán            | Parque Patricios   | Buenos Aires              |
| Ituzaingó          | Ituzaingó          | Provincia de Buenos Aires |
| Juventud Unida     | San Miguel         | Provincia de Buenos Aires |
| Provincial         | Lobos              | Provincia de Buenos Aires |
| Racing Club        | Avellaneda         | Provincia de Buenos Aires |
| Riestra            | Nueva Pompeya      | Buenos Aires              |
| Tigre              | Tigre              | Provincia de Buenos Aires |
| Zelaya             | Zelaya             | Provincia de Buenos Aires |

### Distribución geográfica
| Jurisdicción                             | Cant. | Equipos                                                                    |
| ---------------------------------------- | ----- | -------------------------------------------------------------------------- |
| Conurbano bonaerense                     | 6     | Acassuso, Canning, Ituzaingó, Juventud Unida, Racing Club y Tigre          |
| Ciudad de Buenos Aires                   | 5     | Barracas Central, Buenos Aires City, Ferro Carril Oeste, Huracán y Riestra |
| Interior de la provincia de Buenos Aires | 2     | Provincial y Zelaya                                                        |
| Provincia de Santa Fe                    | 1     | Argentino                                                                  |

## Formato
Los 14 equipos se enfrentaron bajo el sistema de todos contra todos a una sola rueda en cancha neutral. Los 8 mejores posicionados clasificaron a la Fase Final.
La fase final se disputa a eliminación directa a un partido. Los enfrentamientos de los cuartos de final y semifinales se ordenaron según la Tabla de Posiciones. El vencedor de la final se consagrará campeón.
Los posicionados del 9° al 12° junto a los eliminados en los cuartos de final de la fase final disputan el repechaje bajo el mismo sistema de la fase final. El vencedor de la final se clasificó a la Liga Nacional.

## Tabla de posiciones
| Pos. | Equipo             | Pts. | PJ | G    | G    | G    | P  | GF | GC | DG  |
| Pos. | Equipo             | Pts. | PJ | Reg. | Sup. | Pen. | P  | GF | GC | DG  |
| ---- | ------------------ | ---- | -- | ---- | ---- | ---- | -- | -- | -- | --- |
| 1.°  | Buenos Aires City  | 37   | 13 | 11   | 2    | —    | 0  | 77 | 41 | 36  |
| 2.°  | Argentino (R)      | 36   | 13 | 12   | —    | —    | 1  | 93 | 28 | 65  |
| 3.°  | Acassuso           | 29   | 13 | 9    | 1    | —    | 3  | 64 | 31 | 33  |
| 4.°  | Racing Club        | 29   | 13 | 9    | 1    | —    | 3  |    |    |     |
| 5.°  | Huracán            | 24   | 13 | 8    | —    | —    | 5  | 63 | 42 | 21  |
| 6.°  | Barracas Central   | 24   | 13 | 8    | —    | —    | 5  | 51 | 42 | 9   |
| 7.°  | Ituzaingó          | '    |    |      |      |      |    |    |    |     |
| 8.°  | Tigre              | '    |    |      |      |      |    |    |    |     |
| 9.°  | Ferro Carril Oeste | 11   | 13 | 3    | 1    | —    | 9  | 53 | 69 | -16 |
| 10.° | Riestra            | '    |    |      |      |      |    |    |    |     |
| 11.° | Zelaya             | 10   | 13 | 3    | —    | 1    | 9  | 49 | 82 | -33 |
| 12.° | Juventud Unida     | '    |    |      |      |      |    |    |    |     |
| 13.° | Provincial         | '    |    |      |      |      |    |    |    |     |
| 14.° | Canning            | 1    | 13 | —    | —    | 1    | 12 | 41 | 82 | -41 |

### Resultados
| Fecha 10           | Fecha 10  | Fecha 10         | Fecha 10   | Fecha 10    | Fecha 10 |
| Local              | Resultado | Visitante        | Estadio    | Fecha       | Hora     |
| ------------------ | --------- | ---------------- | ---------- | ----------- | -------- |
| Buenos Aires City  | 5 - 2     | Barracas Central | Luís Monti | 25 de julio | 09:30    |
| Huracán            | 5 - 3     | Ituzaingó        | Luís Monti | 25 de julio | 10:45    |
| Acassuso           | 6 - 4     | Tigre            | Luís Monti | 25 de julio | 13:15    |
| Ferro Carril Oeste | 4 - 7     | Argentino (R)    | La Florida | 25 de julio | 13:45    |
| Provincial         |           | Juventud Unida   | Luís Monti | 25 de julio | 14:30    |
| Racing Club        |           | Canning          | Luís Monti | 25 de julio | 17:00    |
| Riestra            | 7 - 6     | Zelaya           | Luís Monti | 25 de julio | 18:15    |

| Fecha 11         | Fecha 11  | Fecha 11           | Fecha 11   | Fecha 11    | Fecha 11 |
| Local            | Resultado | Visitante          | Estadio    | Fecha       | Hora     |
| ---------------- | --------- | ------------------ | ---------- | ----------- | -------- |
| Tigre            | 10 - 4    | Provincial         | Provincial | 8 de agosto | 10:00    |
| Ituzaingó        | 3 - 5     | Acassuso           | Eva Perón  | 8 de agosto | 10:00    |
| Barracas Central | 2 - 1     | Huracán            | Eva Perón  | 8 de agosto | 12:30    |
| Canning          | 0 - 6     | Buenos Aires City  | Provincial | 8 de agosto | 12:30    |
| Argentino (R)    | 7 - 5     | Riestra            | Provincial | 8 de agosto | 13:45    |
| Zelaya           | 4 - 5     | Racing Club        | Eva Perón  | 8 de agosto | 13:45    |
| Juventud Unida   | 1 - 7     | Ferro Carril Oeste | Eva Perón  | 8 de agosto | 17:00    |

| Fecha 12           | Fecha 12  | Fecha 12       | Fecha 12   | Fecha 12     | Fecha 12 |
| Local              | Resultado | Visitante      | Estadio    | Fecha        | Hora     |
| ------------------ | --------- | -------------- | ---------- | ------------ | -------- |
| Ferro Carril Oeste | 7 - 9     | Tigre          | La Quemita | 15 de agosto | 9:30     |
| Racing Club        | 6 - 8     | Argentino (R)  | La Florida | 15 de agosto | 11:00    |
| Provincial         | 0 - 2     | Acassuso       | La Quemita | 15 de agosto | 12:00    |
| Buenos Aires City  | 16 - 1    | Zelaya         | La Quemita | 15 de agosto | 13:15    |
| Barracas Central   | 5 - 2     | Ituzaingó      | La Quemita | 15 de agosto | 14:30    |
| Riestra            | 6 - 8     | Juventud Unida | La Quemita | 15 de agosto | 15:45    |
| Huracán            | 4 - 3     | Canning        | La Quemita | 15 de agosto | 17:00    |

| Fecha 13       | Fecha 13  | Fecha 13           | Fecha 13     | Fecha 13   | Fecha 13 |
| Local          | Resultado | Visitante          | Estadio      | Fecha      | Hora     |
| -------------- | --------- | ------------------ | ------------ | ---------- | -------- |
| Tigre          | [ 5 ]     | Riestra            | 22 de agosto | La Quemita | 9:30     |
| Acassuso       | 4 - 1     | Ferro Carril Oeste | 22 de agosto | La Quemita | 10:45    |
| Juventud Unida | 2 - 0     | Racing Club        | 22 de agosto | La Quemita | 12:00    |
| Canning        | 5 - 7     | Barracas Central   | 22 de agosto | La Quemita | 13:15    |
| Argentino (R)  | 3 - 7     | Buenos Aires City  | 22 de agosto | La Quemita | 14:30    |
| Zelaya         | 1 - 9     | Huracán            | 22 de agosto | La Quemita | 15:45    |
| Ituzaingó      |           | Provincial         | 22 de agosto | La Quemita | 17:00    |

## Fase Final
|  | Cuartos de final | Cuartos de final  | Cuartos de final |             |       | Semifinales       | Semifinales | Semifinales |  |                   | Final             | Final | Final |  |
|  |                  |                   |                  |             |       |                   |             |             |  |                   |                   |       |       |  |
|  |                  |                   |                  |             |       |                   |             |             |  |                   |                   |       |       |  |
|  | 1.°              | Buenos Aires City | 9                |             |       |                   |             |             |  |                   |                   |       |       |  |
|  | 1.°              | Buenos Aires City | 9                |             |       |                   |             |             |  |                   |                   |       |       |  |
|  | 8.°              | Tigre             | 1                |             |       |                   |             |             |  |                   |                   |       |       |  |
|  | 8.°              | Tigre             | 1                |             | 1.°   | Buenos Aires City | 4           |             |  |                   |                   |       |       |  |
|  |                  |                   |                  |             | 1.°   | Buenos Aires City | 4           |             |  |                   |                   |       |       |  |
|  |                  |                   | 4.°              | Racing Club | 3     |                   |             |             |  |                   |                   |       |       |  |
|  | 4.°              | Racing Club       | 4.°              | Racing Club | 3     | 2                 |             |             |  |                   |                   |       |       |  |
|  | 4.°              | Racing Club       |                  |             |       |                   |             |             |  |                   |                   |       |       |  |
|  | 5.°              | Huracán           | 1                |             |       |                   |             |             |  |                   |                   |       |       |  |
|  | 5.°              | Huracán           | 1                |             |       |                   |             |             |  | Buenos Aires City | Buenos Aires City | 5 (3) |       |  |
|  |                  |                   |                  |             |       |                   |             |             |  | Buenos Aires City | Buenos Aires City | 5 (3) |       |  |
|  |                  |                   | Acassuso         | Acassuso    | 5 (2) |                   |             |             |  |                   |                   |       |       |  |
|  | 2.°              | Argentino (R)     | Acassuso         | Acassuso    | 5 (2) | 4                 |             |             |  |                   |                   |       |       |  |
|  | 2.°              | Argentino (R)     |                  |             |       |                   |             |             |  |                   |                   |       |       |  |
|  | 7.°              | Ituzaingó         | 3                |             |       |                   |             |             |  |                   |                   |       |       |  |
|  | 7.°              | Ituzaingó         | 3                |             | 2.°   | Argentino (R)     | 1           |             |  |                   |                   |       |       |  |
|  |                  |                   |                  |             | 2.°   | Argentino (R)     | 1           |             |  |                   |                   |       |       |  |
|  |                  |                   | 3.°              | Acassuso    | 3     |                   |             |             |  |                   |                   |       |       |  |
|  | 3.°              | Acassuso          | 3.°              | Acassuso    | 3     | 5                 |             |             |  |                   |                   |       |       |  |
|  | 3.°              | Acassuso          |                  |             |       |                   |             |             |  |                   |                   |       |       |  |
|  | 6.°              | Barracas Central  | 0                |             |       |                   |             |             |  |                   |                   |       |       |  |
|  | 6.°              | Barracas Central  | 0                |             |       |                   |             |             |  |                   |                   |       |       |  |
|  |                  |                   |                  |             |       |                   |             |             |  |                   |                   |       |       |  |

### Cuartos de final
| 29 de agosto de 2021, 10:00 | Racing Club | 2:1 | Huracán | Eva Perón, Lanús |  |

| 29 de agosto de 2021, 11:15 | Acassuso | 5:0 | Barracas Central | Eva Perón, Lanús |  |

| 29 de agosto de 2021, 12:30 | Buenos Aires City | 9:1 | Tigre | Eva Perón, Lanús |  |

| 29 de agosto de 2021, 13:45 | Argentino (R) | 3:3 (4:3 p.) | Ituzaingó | Eva Perón, Lanús |  |

### Semifinales
| 5 de septiembre de 2021, 12:00 | Buenos Aires City                                     | 4:3 (2:1, 3:2) | Racing Club                                      | Eva Perón, Lanús |  |
|                                | Azimonti 9' · Maciel 10' · Ferrari 22' · Gonzalez 34' |                | Cipolletta 11' (a.g.) · De Sosa 16' · Rivera 33' |                  |  |

| 5 de septiembre de 2021, 13:15 | Argentino (R) | 1:3 (0:0, 1:2) | Acassuso                                         | Eva Perón, Lanús |  |
|                                | Moreira 21'   |                | Bernarducci 19' · Bordón 20' · López Hilaire 30' |                  |  |

### Final
| 19 de septiembre de 2021 | Buenos Aires City                                                         | 5:5 (1:1, 4:3) (t. s.)(0:0 t. s.)(3:2 p.) | Acassuso                                       | Polideportivo Eva Perón, |  |
| 15:30                    | Azimonti 5' · M. Ponzetti 20' 34' · L. Ponzetti 20' (pen.) · González 21' | ( 3 ) Reporte                             | 4' 19' Benaducci · 14' Sirico · 29' 32' Medero |                          |  |
|                          |                                                                           | Tiros desde el punto penal                |                                                |                          |  |
|                          | M. Ponzetti · Cipolletta · Maciel                                         |                                           | Medero · Benaducci · Sirico                    |                          |  |

|                                       |
|                                       |
| Campeón Buenos Aires City 1.er título |

## Repechaje
|  | Cuartos de final | Cuartos de final   | Cuartos de final |           |                  | Semifinales | Semifinales | Semifinales |  |  | Final | Final | Final |  |
|  |                  |                    |                  |           |                  |             |             |             |  |  |       |       |       |  |
|  |                  |                    |                  |           |                  |             |             |             |  |  |       |       |       |  |
|  | 5°               | Huracán            |                  |           |                  |             |             |             |  |  |       |       |       |  |
|  | 5°               | Huracán            |                  |           |                  |             |             |             |  |  |       |       |       |  |
|  | 12°              | Juventud Unida     |                  |           |                  |             |             |             |  |  |       |       |       |  |
|  | 12°              | Juventud Unida     |                  | 5°        | Huracán          | 4           |             |             |  |  |       |       |       |  |
|  |                  |                    |                  | 5°        | Huracán          | 4           |             |             |  |  |       |       |       |  |
|  |                  |                    | 8°               | Tigre     | 3                |             |             |             |  |  |       |       |       |  |
|  | 8°               | Tigre              | 8°               | Tigre     | 3                | 5           |             |             |  |  |       |       |       |  |
|  | 8°               | Tigre              |                  |           |                  |             |             |             |  |  |       |       |       |  |
|  | 9°               | Ferro Carril Oeste | 3                |           |                  |             |             |             |  |  |       |       |       |  |
|  | 9°               | Ferro Carril Oeste | 3                |           |                  |             | Huracán     |             |  |  |       |       |       |  |
|  |                  |                    |                  |           |                  |             |             |             |  |  |       |       |       |  |
|  |                  |                    | Ituzaingó        |           |                  |             |             |             |  |  |       |       |       |  |
|  | 6°               | Barracas Central   |                  |           |                  |             |             |             |  |  |       |       |       |  |
|  | 6°               | Barracas Central   |                  |           |                  |             |             |             |  |  |       |       |       |  |
|  | 11°              | Zelaya             |                  |           |                  |             |             |             |  |  |       |       |       |  |
|  | 11°              | Zelaya             |                  | 6°        | Barracas Central | 3 (2)       |             |             |  |  |       |       |       |  |
|  |                  |                    |                  | 6°        | Barracas Central | 3 (2)       |             |             |  |  |       |       |       |  |
|  |                  |                    | 7°               | Ituzaingó | 3 (3)            |             |             |             |  |  |       |       |       |  |
|  | 7°               | Ituzaingó          | 7°               | Ituzaingó | 3 (3)            | 4           |             |             |  |  |       |       |       |  |
|  | 7°               | Ituzaingó          |                  |           |                  |             |             |             |  |  |       |       |       |  |
|  | 10°              | Riestra            | 3                |           |                  |             |             |             |  |  |       |       |       |  |
|  | 10°              | Riestra            | 3                |           |                  |             |             |             |  |  |       |       |       |  |
|  |                  |                    |                  |           |                  |             |             |             |  |  |       |       |       |  |

### Cuartos de final
| A confirmar | Barracas Central | vs. | Zelaya | La Quemita, Buenos Aires |  |

| 5 de septiembre de 2021, 9:30 | Tigre | 5:3 | Ferro Carril Oeste | La Quemita, Buenos Aires |  |

| 5 de septiembre de 2021, 10:45 | Ituzaingó | 4:3 | Riestra | La Quemita, Buenos Aires |  |

| 19 de septiembre de 2021 | Huracán | GP | Juventud Unida | Polideportivo Eva Perón, Lanús |  |
| 13:30                    |         |    |                |                                |  |

### Semifinales
| 26 de septiembre de 2021, 9:30 | Huracán | 4:3 (t. s.) | Tigre | La Quemita, Buenos Aires |  |

| 26 de septiembre de 2021, 10:45 | Barracas Central | 3:3 (t. s.)(2:3 p.) | Ituzaingó | La Quemita, Buenos Aires |  |

### Final
| 3 de octubre de 2021 | Huracán | vs. | Ituzaingó | La Quemita, Buenos Aires |  |
| 9:30                 |         |     |           |                          |  |